# Amegilla hainanensis
Amegilla hainanensis är en biart som beskrevs av Wu 2000. Amegilla hainanensis ingår i släktet Amegilla och familjen långtungebin. Inga underarter finns listade i Catalogue of Life.